# بیماری‌های ماکیان
بیماری‌های ماکیان یا بیماری‌های طیور در ماکیان رخ می‌دهد که پرندگان اهلی هستند و برای تولید گوشت، تخم مرغ یا پر نگهداری می‌شوند. از گونه‌های ماکیان می‌توان به مرغ، بوقلمون، اردک، غاز و شترمرغ اشاره کرد.

## بیماری‌های ویروسی

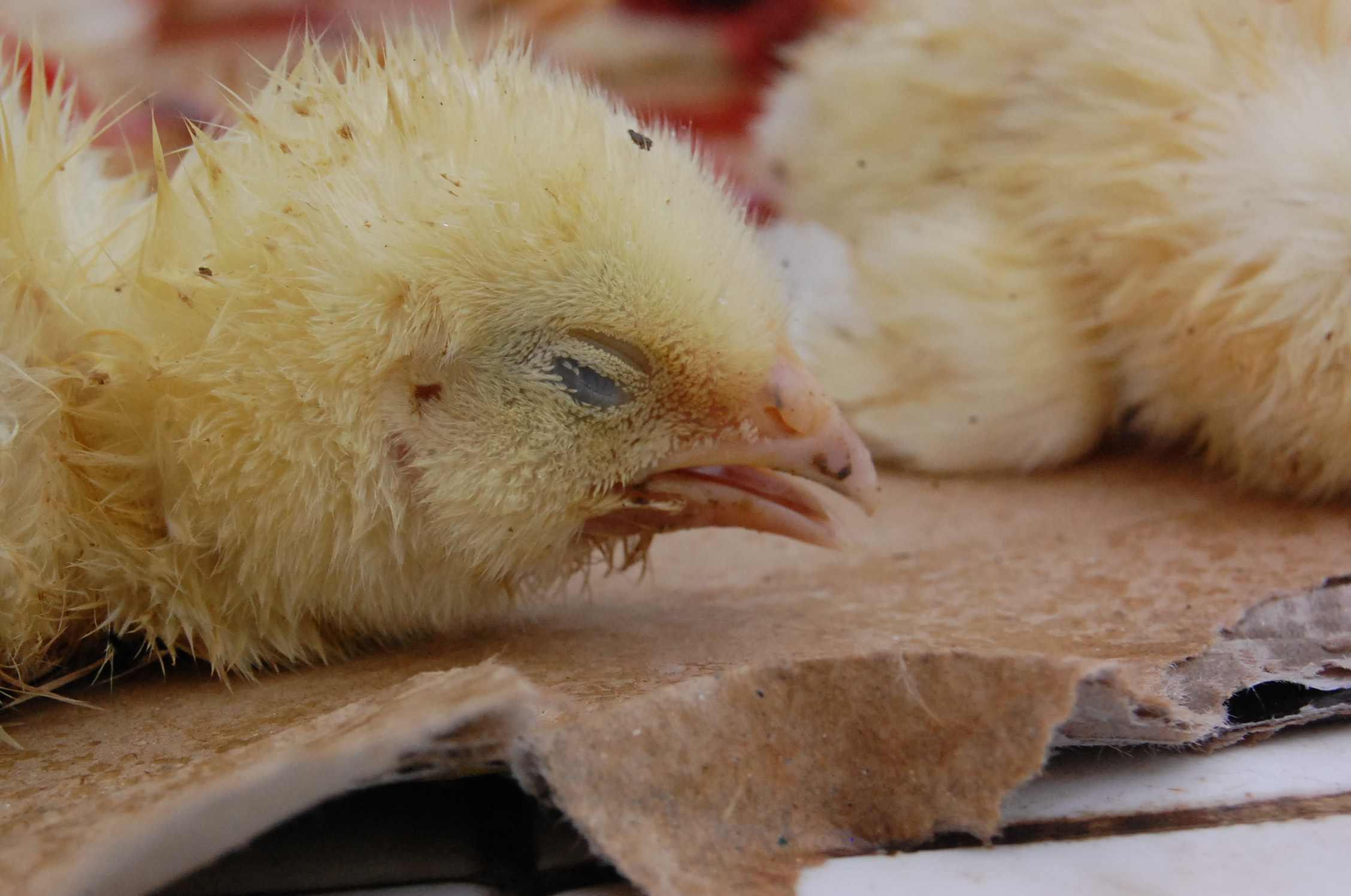
جوجه ۸ روزه با مشکل تنفسی، به دلیل عفونت آنفلوانزای پرندگان.

- برونشیت عفونی پرندگان، ناشی از سویه ای از ویروس کرونای پرندگان که قبلاً به عنوان ویروس برونشیت عفونی شناخته می‌شد[۲]
- لارنگوتراکئیت عفونی پرندگان، ناشی از ویروس آلفاهرپس گالید ۱[۳]
- آنفلوانزای پرندگان، ناشی از ویروس آنفلوانزای پرندگان[۴]
- طاعون اردک، ناشی از آناتید آلفاهرپس ویروس ۱
- کم خونی عفونی مرغ، ناشی از ویروس کم خونی مرغ[۵]
- لرزش اپیدمیک، ناشی از ترموویروس
- آبله مرغان، توسط ویروس‌های جنوس Avipoxvirus ایجاد می‌شود
- بیماری بورس عفونی (IBD)، که بیماری گامبورو نیز شناخته می‌شود، توسط ویروس بیماری بورس عفونی ایجاد می‌شود
- لکوز لنفوئیدی ناشی از ویروس لوکوز سارکوم پرندگان
- بیماری مارک
- بیماری نیوکاسل
- آرتریت ویروسی، ناشی از reovirus پرندگان[۶]

## بیماری‌های انگلی

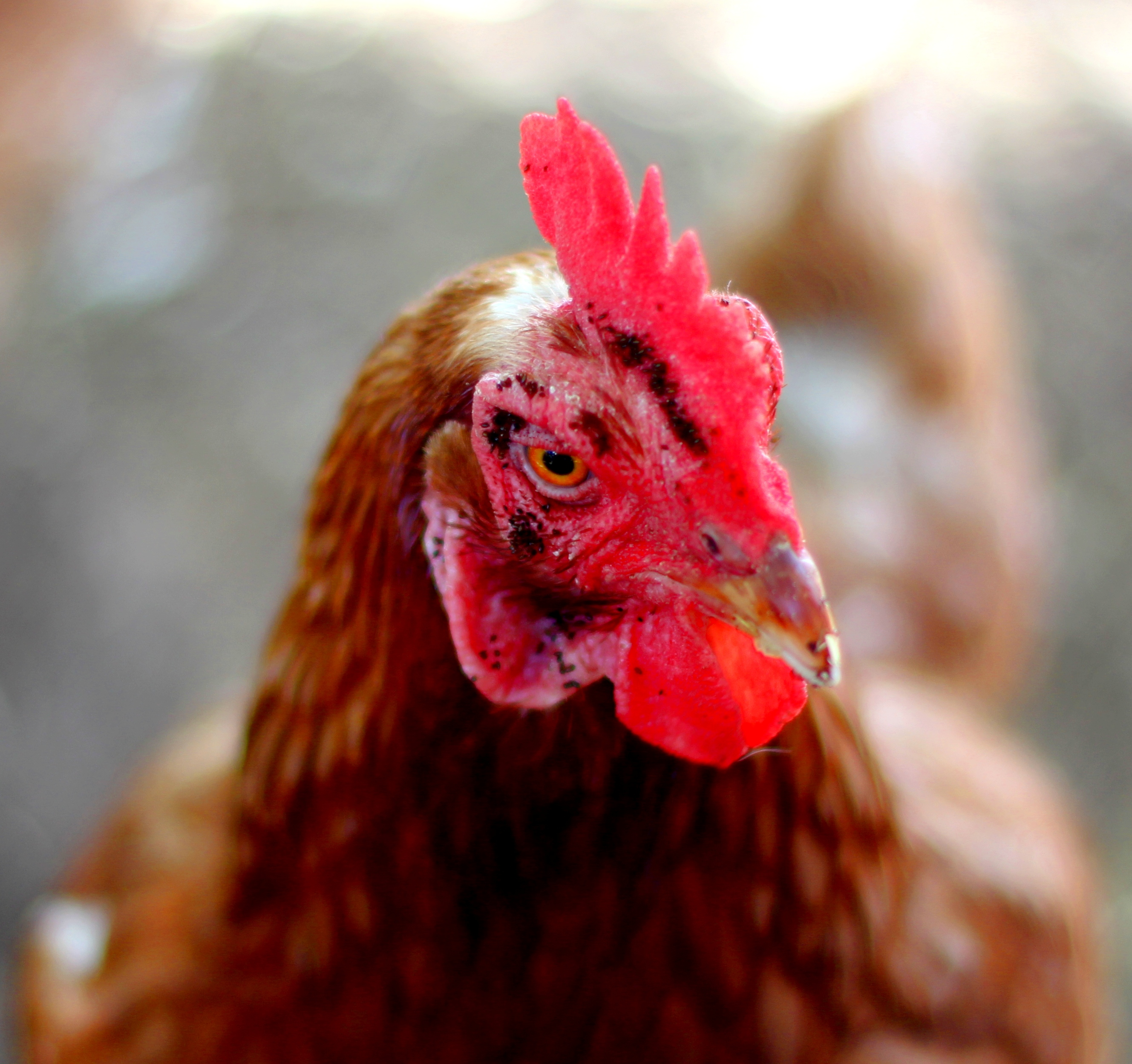
هجوم کک Echidnophaga gillinacea در شانه و اطراف چشم مرغ

- Scaly leg (مربوط به پای طیور)، ناشی از کنه Knemidocoptes mutans[۷]
- آلودگی توسط هیره سرخ، کنه قرمز طیور[۸]
- آلودگی توسط Echidnophaga gallinacea، کک چسبنده[۹]

## بیماری‌های باکتریایی
- Colibacillosis in poultry
- Infectious coryza in chickens
- Ornithobacterium rhinotracheale
- بیماری پولوروم
- Riemerella anatipestifer
- Salmonellosis در طیور
- Staphylococcal infection in poultry
- Streptococcal infection in poultry
- Omphalitis in chicks (mushy chick disease)
- مایکوپلاسموز
- وبا مرغ
- کمپیلوباکتریوز
- سودوموناس
- Ornithobacteriosis

## بیماری‌های تک‌یاخته‌ای
- هیستومونیازیس (بیماری جوش سرسیاه)، ناشی از هیستوموناس ملئاگریدیس
- کوکسیدیوز

## بیماری‌های قارچی
- ارگوتیسم زمانی رخ می‌دهد که خوراک طیور با آلکالوئیدهای سمی تولیدشده توسط قارچ‌های جنس کلاویپس آلوده شود[۱۰]
- آسپرژیلوزیس، یک بیماری غیرمسری است که با استنشاق اسپورهای آسپرژیلوس توسط پرندگان ایجاد می‌شود[۱۱]
- درماتوفیتوز